# Паркерсбург (Іллінойс)
Паркерсбург (англ. Parkersburg) — селище (англ. village) в США, в окрузі Ричленд штату Іллінойс. Населення — 186 осіб (2020).

## Географія
Паркерсбург розташований за координатами 38°35′22″ пн. ш. 88°3′24″ зх. д. / 38.58944° пн. ш. 88.05667° зх. д. (38.589307, -88.056554).  За даними Бюро перепису населення США в 2010 році селище мало площу 1,95 км², уся площа — суходіл. В 2017 році площа становила 2,14 км², уся площа — суходіл.

## Демографія
Згідно з переписом 2010 року, у селищі мешкало 199 осіб у 82 домогосподарствах у складі 53 родин. Густота населення становила 102 особи/км².  Було 93 помешкання (48/км²).
Расовий склад населення:
| - 99,0 % — білих - 1,0 % — корінних американців |

До двох чи більше рас належало 0,0 %. Частка іспаномовних становила 0,0 % від усіх жителів.
За віковим діапазоном населення розподілялося таким чином: 25,1 % — особи молодші 18 років, 61,3 % — особи у віці 18—64 років, 13,6 % — особи у віці 65 років та старші. Медіана віку мешканця становила 41,8 року. На 100 осіб жіночої статі у селищі припадало 126,1 чоловіків;  на 100 жінок у віці від 18 років та старших — 129,2 чоловіків також старших 18 років.
Середній дохід на одне домашнє господарство  становив 51 864 долари США (медіана — 36 042), а середній дохід на одну сім'ю — 61 472 долари (медіана — 48 438). За межею бідності перебувало 9,2 % осіб, у тому числі 3,0 % дітей у віці до 18 років та 0,0 % осіб у віці 65 років та старших.
Цивільне працевлаштоване населення становило 79 осіб. Основні галузі зайнятості: виробництво — 31,6 %, освіта, охорона здоров'я та соціальна допомога — 22,8 %, будівництво — 11,4 %, роздрібна торгівля — 7,6 %.